# Aborto en Timor Oriental
El aborto en Timor Oriental solo es legal si el aborto salvará la vida de la madre, una excepción realizada por el parlamento en 2009. Grupos de mujeres y ONGs ha estado luchando por una ley de aborto que incluya las causales de violación, incesto, e inviabilidad fetal.
En el país, cualquier aborto aprobado bajo la causal anteriormente mencionada, debe requerir el consentimiento de 3 médicos. Todo aborto realizado bajo otra causal, tanto la madre como el médico que realizó el aborto, arriesgan una condena máxima de 3 años de prisión.

## Historia
La ley de aborto en Timor Oriental está basado en la lay de aborto de Indonesia, quién tenía el control de la nación entre 1976 y 1999, y que fue actualizada cuando Timor Oriental obtuvo su independencia en 2002.